# Oligodon everetti
Espèce
Statut de conservation UICN

 LC  : Préoccupation mineure
Oligodon everetti est une espèce de serpent de la famille des Colubridae.

## Répartition
Cette espèce est endémique de Bornéo. Elle se rencontre dans l’État de Sabah en Malaisie et au Kalimantan en Indonésie.

## Description
Dans sa description Boulenger indique que le spécimen en sa possession, un juvénile, mesure 370 mm dont 70 mm pour la queue. Son dos est gris ardoise avec trois bandes brun noirâtre refermant une série de petites taches brun jaunâtre. Sa tête présente deux taches noires en forme de chevron. Sa face ventrale est uniformément rouge corail.

## Étymologie
Son nom d'espèce, everetti, lui a été donné en l'honneur de Alfred Hart Everett qui a collecté le spécimen décrit sur le mont Kinabalu.

## Publication originale
- Boulenger, 1893 : Description of new reptiles and batrachians obtained in Borneo by Mr. C. Hose and Mr. A. Everett. Proceedings of the Zoological Society of London, vol. 1893, p. 522-528 (texte intégral).